# Un rayo de luz
Un rayo de luz és la primera pel·lícula de la cantant i actriu Marisol, pel·lícula musical de 1960 que la va llançar a la fama i que va guanyar el Premi Inter del Festival de Cinema de Venècia. Va ser estrenada el 9 de setembre de 1960 al Palacio de la Música de Madrid.

## Argument
Elena, una cantant espanyola, s'ha casat amb Carlos, un noble italià primogènit del Comte d'Angelo. El matrimoni s'ha celebrat a esquena de la família de Carlos, que són el seu pare i el seu germà Pablo. Quan decideixen donar-li la notícia, l'avió en el qual Carlos viatja a Roma s'estavella, perint tots els passatgers. Pablo descobreix la història en anar a la recerca del cadàver i es posa en contacte amb la vídua. Aquesta li anuncia que està embarassada, i que només li exigirà a la rica família del seu marit el necessari per a l'educació de qui ha de venir.
Anys més tard, Marisol, la filla d'Elena, viu en un col·legi de monges a Màlaga. El Comte D'Angelo no accepta a Elena, però desitja conèixer a Marisol, per la qual cosa demana que la hi portin a Itàlia per a passar l'estiu. Allí la porta el seu oncle Pablo, i la nena li dona felicitat a l'ancià, que vivia amargat per la mort del seu fill, i anteriorment de la seva esposa. Tant d'afecte li pren, que decideix no deixar-la tornar a Màlaga. Elena, per part seva, té por que Marisol es quedi a viure amb ella, ja que durant anys l'ha fet creure que era una cantant de gran fama mundial, per por que se sentís inferior a les seves companyes de col·legi, quan mai li va acompanyar l'èxit en la seva carrera, i tem que de tenir a Marisol amb ella, aquesta descobreixi la seva veritat.

## Temes musicals
- Santa Lucia (per Marisol)[3]
- Llorando y mirando al cielo (per Marisol)
- Adiós al colegio (per Marisol)
- Canciones (per Marisol)
- Verdiales (per Marisol)
- Nana italiana (per Marisol)
- Corre, corre, caballito (per Marisol)
- Paso firme (per Marisol)
- El currucucú (per Marisol)
- Dos estrellas (per Marisol)
- Rubita (per Dolores Pérez "Lily Berchman")
- El baile (intèrpret desconegut)
- (Títol desconegut - per Rafaela de Córdoba)

## Repartiment
- Marisol
- María Mahor
- Joaquín Roa
- María Isbert
- José S. Isbert
- María José Goyanes
- Mercedes Borqué
- Anselmo Duarte

## Curiositats
- La cançó "Rubita", que en la pel·lícula canta María Mahor com Elena (la mare de Marisol), com a regal d'aniversari per a la seva filla, en realitat va ser interpretada per la cèlebre soprano Dolores Pérez, àlies "Lily Berchman".[4]
- La cançó que canta Luisa (María del Valle), amiga artista d'Elena, està interpretada en realitat per la folklòrica Rafaela de Córdoba.
- Per a unes certes veus addicionals infantils, a l'escena de Corre, corre, caballito, Tony Isbert (fill de María Isbert, la senyoreta Elisabeth en la pel·lícula) declarava al programa "Qué tiempo tan feliz" que, quan es trobaven realitzant el doblatge de la pel·lícula en l'estudi, havien de cridar: "Eh, nois, que és aquí Marisol!" al costat dels seus germans Andrés i José (que és el que se sent quan comença l'escena). Amb els diners que van guanyar, els nens que van participar en el doblatge al costat de, van anar a comprar cacauets a la sortida de l'estudi.

## Premis
Marisol va rebre una menció honorífica als Premis del Sindicat Nacional de l'Espectacle de 1960.